# Alfred Wertheimer

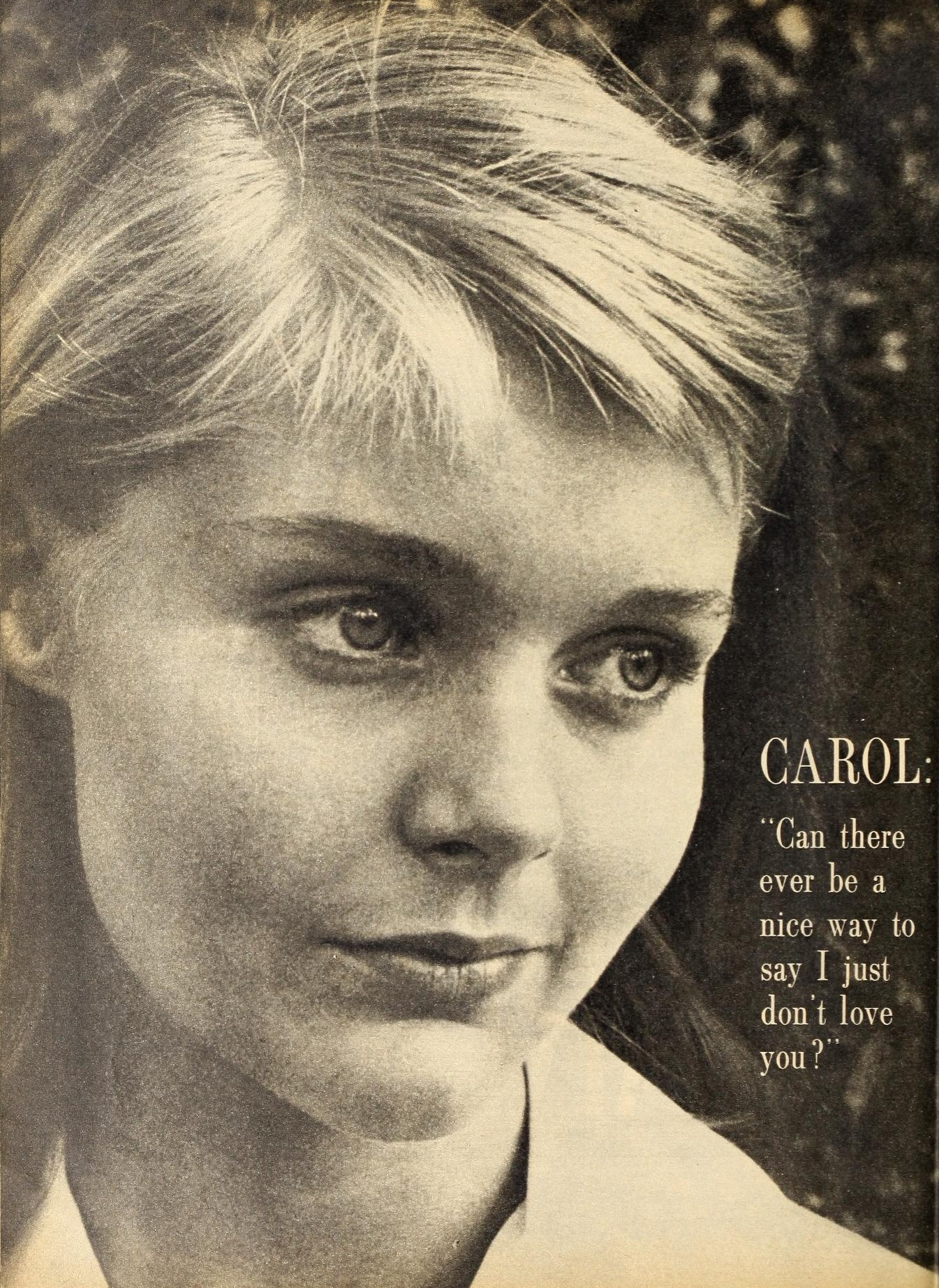
Carol Lynley, 1960

Alfred Wertheimer (16. listopadu 1929 – 19. října 2014) byl americký fotograf. Narodil se v německém městě Coburg, odkud ve svých šesti letech s rodinou uprchl před nacistickým režimem do New Yorku. Studoval obor reklamního designu na Cooper Union. V březnu roku 1956 jej kontaktovalo hudební vydavatelství RCA Records s tím, zda by mohl fotografovat jejich nový objev, zpěváka Elvise Presleyho. On souhlasil a během následujících let pořídil přibližně 2500 jeho fotografií. Roku 1969 byl jedním z kameramanů, kteří natáčeli film Woodstock na stejnojmenném hudebním festivalu. Zemřel v roce 2014 ve věku 84 let.